# Catarina Lorenzo
Catarina Lorenzo (Salvador da Bahia, 30 maart 2007) is een Braziliaans klimaatactiviste.

## Activisme
Lorenzo werd in 2007 geboren in Salvador da Bahia en zowel haar ouders als grootouders waren milieuactivisten. Ze studeert aan de Pan-American School of Bahia, een internationale middelbare school. Ze is een fervent surfer en zag tijdens het surfen dat het koraal gedeeltelijk verbleekte, wat duidde op afsterven.
Tijdens de 2019 UN Climate Action Summit, op 23 september 2019 diende Lorenzo samen met vijftien andere jongeren, waaronder Greta Thunberg, een klacht in bij het Comité voor de Rechten van het Kind van de Verenigde Naties en beschuldigde Argentinië, Brazilië, Duitsland, Frankrijk en Turkije het Verdrag inzake de rechten van het kind te schenden door de klimaatcrisis niet adequaat aan te pakken.
Lorenzo maakt deel uit van het collectief S.O.S Vale Encantado, Heirs to Our Oceans en Green Kingdom en was een Young Eco Women 2020-ambassadeur. Ze sprak bij de opening van Ocean Decade, bij het nieuwe oceaan-evenement en is een High Seas-jeugdambassadeur. Ze startte een eigen project met de naam Eco Club Sustentare, dat zich richt op milieueducatie en duurzaamheid. Haar activisme wordt grotendeels gevoerd via sociale media zoals instagram. Ze was op 7 juni 2021 lid van het panel van Climate Crisis and Environmental Justice tijdens het Brazil Forum UK 2021.